# جاده ئی۱۰ اروپا

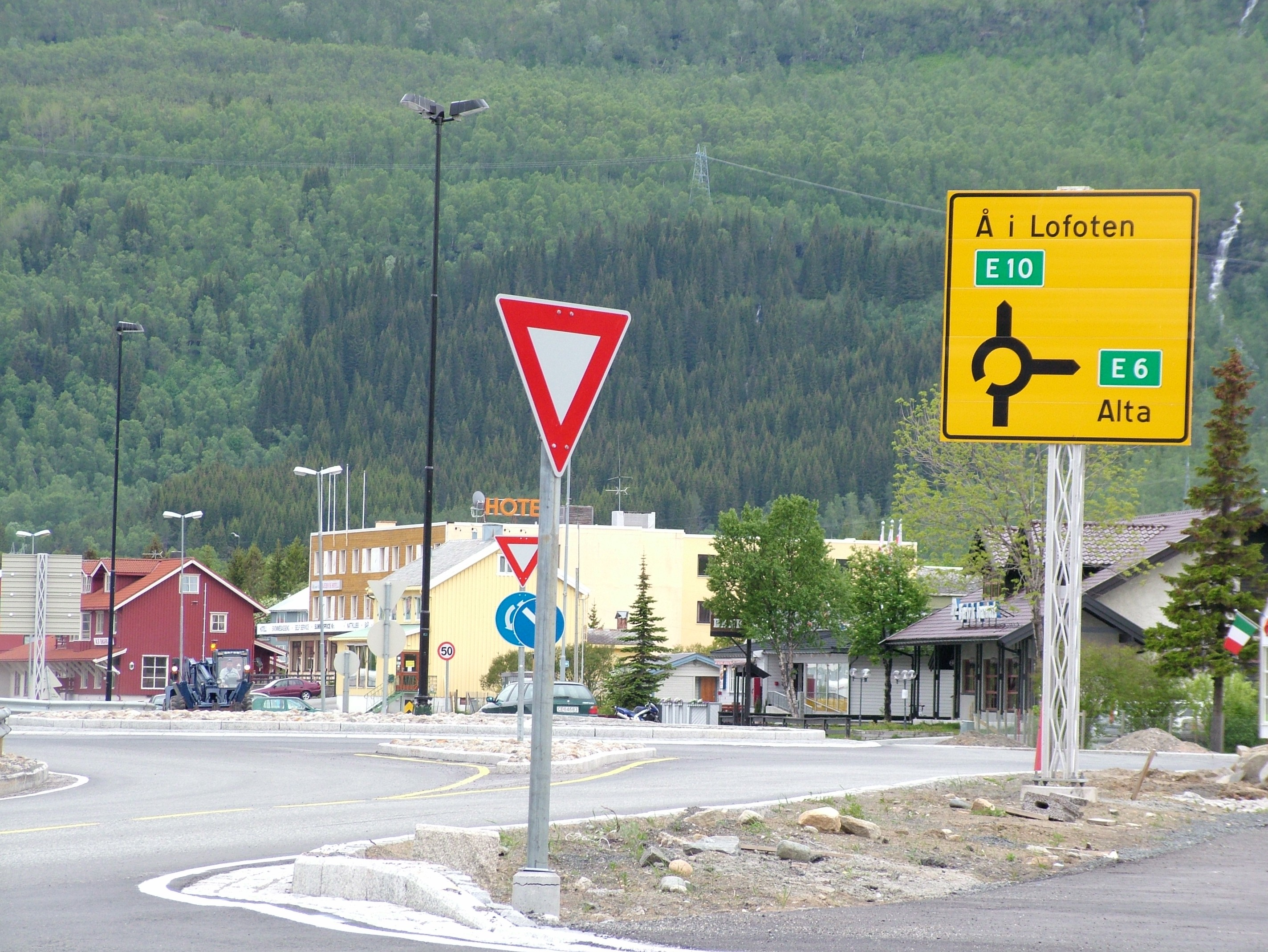
جاده ئی۱۰ اروپا در نروژ

جاده ئی۱۰ اروپا (به انگلیسی: European route E10) یکی از جاده‌های اصلی قاره اروپا است.
این جاده که از شهر او، موسکنس (نروژ) شروع شده در شهر لولئا (سوئد) به پایان میرسد و ۸۸۰ کیلومتر مسافت دارد.